# Don McFarlane (Leichtathlet, 1926)
Don McFarlane (eigentlich Donald Cecil McFarlane; * 18. Mai 1926 in London, Ontario; † 5. März 2008 ebd.) war ein kanadischer Sprinter.
Bei den Olympischen Spielen 1948 in London wurde er Fünfter in der 4-mal-100-Meter-Staffel. Über 400 m und in der 4-mal-400-Meter-Staffel schied er im Vorlauf aus.
1946 wurde er Kanadischer Meister über 220 Yards.
Sein Bruder Bob McFarlane startete ebenfalls als Sprinter bei den Olympischen Spielen 1948.

## Persönliche Bestzeiten
- 220 Yards: 22,0 s, 1949 (entspricht 21,9 s über 200 m)
- 400 m: 47,9 s, 1948